# Арабески (сборник)
«Арабе́ски» — сборник сочинений Николая Васильевича Гоголя в двух частях, составленный автором. Опубликован в первой половине января 1835 года (цензурное разрешение — 10 ноября 1834 года). Сборник очень разнообразен по содержанию, отсюда название: «арабески» — особый тип орнамента из геометрических фигур, стилизованных листьев, цветов, элементов животных, возникший в подражание арабскому стилю. Сборник объединял в себе статьи по летописи, географии, художеству, также несколько художественных произведений.
В статьях, вошедших в сборник «Арабески», Гоголь излагает свои исторические воззрения и свои взгляды на литературу и искусство. В статье «Несколько слов о Пушкине» Гоголь высказал взгляд на Пушкина как на великого русского национального поэта; в борьбе с романтической эстетикой Гоголь намечает здесь задачи, стоявшие перед русской литературой. В статье «О малороссийских песнях» Гоголь дал оценку народного творчества как выражения народной жизни и народного сознания. В статье о картине Карла Брюллова «Последний день Помпеи» Гоголь выступил с принципиальной оценкой явлений русского искусства.

## Содержание сборника
Часть первая
- Предисловие (1835)

Последний день Помпеи, К. П. Брюллов, 1833

- Скульптура, живопись и музыка (1835)
- О средних веках (1834)
- Глава из исторического романа (1835)
- О преподавании всеобщей истории (1834)
- Портрет (повесть)
- Взгляд на составление Малороссии (Отрывок из Истории Малороссии. Том I, книга I, глава 1) (1834)
- Несколько слов о Пушкине (1835)
- Об архитектуре нынешнего времени (1835)
- Ал-Мамун (1835)

Часть вторая
- Жизнь (1835)
- Шлецер, Миллер и Гердер (1835)
- Невский проспект (1835)
- О малороссийских песнях (1834)
- Мысли о географии (Несколько мыслей о преподавании детям географии) (1831)
- Последний день Помпеи (1835)
- Пленник (Кровавый бандурист) (1835)
- О движении народов в конце V века (1835)
- Записки сумасшедшего (1835)

Известно, что Гоголь планировал включить в сборник первую главу повести «Страшный кабан», но позже отказался от этой идеи.